# Documento Nacional de Identidad (Argentina)
Na Argentina, o Documento Nacional de Identidade (DNI) é o documento principal de identificação que cada cidadão argentino possui, assim como os estrangeiros com residência no território do país. Ele é emitido pelo Registro Nacional de Pessoas (RENAPER) no momento do nascimento de uma pessoa, depois deve ser atualizado aos 5 e 14 anos de idade e a cada quinze anos ao atingir a maioridade.
Seu formato e uso são regulamentados pela lei 17.671 de identificação, registro e classificação do potencial humano nacional, sancionada em 29 de fevereiro de 1968, que substituiu as "Libretas de Enrolamiento" (LE), emitidas para homens durante o serviço militar obrigatório, e as "Libretas Cívicas" (LC), recebidas pelas mulheres ao completarem 18 anos de idade.
Em 2020, o DNI argentino foi remodelado com um mapa bicontinental que mostra a Antártica Argentina.

## Formatos e partes do DNI
Durante a gestão do ministro do Interior Florencio Randazzo, começou a ser emitido o que seria conhecido como o NOVO DNI da Argentina. Este tipo de DNI começou a ser emitido a partir de 4 de novembro de 2009, por meio da Resolução 1800/2009, inicialmente em formato de caderneta (junto com o documento de identificação), sendo posteriormente suprimido em maio de 2012. A fabricação do documento passou a ser realizada pelo Estado Argentino, com significativas melhorias em relação ao antigo modelo de fabricação (escândalo dos subornos da Siemens AG na Argentina). Foram digitalizadas mais de 50 milhões de fichas de identificação de pessoas, melhorou-se a forma e a distribuição em todo o país com um novo e único formulário (em formato físico e eletrônico) que substituiu os vários anteriores. Também foram aprimoradas as modalidades de processamento e entrada de dados no RENAPER, e acima de tudo, a qualidade e segurança do DNI. Os prazos para comunicação de novidades à Justiça Eleitoral foram reduzidos, assim como inconsistências ou redundâncias de dados no processo de verificação e identificação. A correspondência dactiloscópica é realizada de forma totalmente digital por pessoal técnico especializado do órgão, em sua estação de trabalho, comparando as impressões digitais digitalizadas do documento de identificação do cidadão com as impressões digitais do pedido de um novo exemplar. Após o processo do DNI, a pessoa pode recebê-lo em sua casa em um prazo de até 10 dias, no caso da cidade e região metropolitana de Buenos Aires, e cerca de cinco dias a mais para o restante do país. Os DNIs de cidadãos maiores de 14 anos, argentinos ou estrangeiros, têm uma validade de 15 anos a partir da data de emissão, portanto, após esse prazo, eles devem ser renovados. O DNI foi projetado para uso cotidiano e para evitar os problemas que surgiam quando alguém perdia seu DNI único. Ele era emitido para todos os cidadãos argentinos ou estrangeiros com residência permanente, maiores de 16 anos (antiga validade dos DNIs emitidos para recém-nascidos), embora, após a supressão da caderneta em 21 de maio de 2012, sua emissão tenha se tornado única para todos, inclusive para os recém-nascidos.

### Medição
As medidas do DNI argentino são as padrão ISO ID-1: 8,60 cm de largura por 5,38 cm de altura.

### Primeiro lado
A frente do DNI argentino apresenta o número de identificação impresso a laser, uma foto, sobrenome, nome, número do documento, nacionalidade, sexo, data de emissão e data de validade do DNI, assinatura e código de identificação digital. Como elementos de segurança, incluem-se imagens com variações ópticas, imagem latente, fundos numismáticos e padrões guillochés (essencialmente semelhantes ao verso dos antigos DNIs em formato de caderneta emitidos como cartões).

### Segundo lado
Na segunda face, encontramos o código de identificação digital (código de barras PDF417), endereço, data e local de nascimento, bem como a impressão digital do polegar. Como elementos de segurança, incluem-se:
- Nanotextos com o nome, sobrenome, número do documento e nacionalidade da pessoa.
- Fundos numismáticos.
- Uma imagem fotográfica da pessoa em monocromia modulada em guillochés.
- Uma imagem do território argentino em tinta OVI (tinta ópticamente variável).

## Tipos de DNI

### DNI menor de 14 anos
Este DNI possui dois estados: entre o nascimento e os 5 a 8 anos, e a partir dessa idade até os 14 anos. Anteriormente, até 1º de novembro de 2012, a atualização aos 14 anos deveria ser feita aos 16 anos; no entanto, a modificação da Lei Eleitoral argentina, que implementou o voto opcional entre os 16-17 anos, obrigou a reduzir a idade de atualização para os 14 anos (dois anos antes da idade em que se pode votar, para a inscrição no Registro Eleitoral).

### Primero DNI
Este é o Primeiro Documento emitido pelo RENAPER. Fisicamente, era idêntico ao DNI definitivo, exceto pela inscrição "Menor de 16 anos" na capa (em seu formato de caderneta, atualmente suprimido, quando esses DNIs ainda tinham validade até os 16 anos). Ele não continha fotografia nem a impressão do polegar direito até a atualização dos 5/8 anos; no entanto, desde a emissão em formato de cartão a partir de 2012, eles incluem esses elementos. Além disso, atualmente, devido à modificação da Lei Eleitoral Argentina, esses DNIs são emitidos com validade até os 14 anos, não mais até os 16 anos.
O mesmo é solicitado pelo(s) ascendente(s) legal(is) e deve ser apresentado ao Registro Civil ou Centro de Gestão e Participação correspondente ao domicílio do(s) ascendente(s) legal(is), unidade hospitalar ou sanatorial onde ocorreu o nascimento (se a mesma oferecer esse serviço). Os documentos necessários incluem:
- Para ascendentes legais casados: Nesse caso, qualquer um dos cônjuges pode registrar o nascimento, devendo apresentar o DNI, a Libreta Cívica ou Libreta de Enrolamento, a Libreta ou Certidão de Casamento e o Certificado Médico de Nascimento.
- Para ascendentes legais não casados: Ambos os ascendentes legais devem registrar o nascimento, apresentando o DNI, a Libreta Cívica ou Libreta de Enrolamento e o Certificado Médico de Nascimento.

Na ausência de documentos de algum dos ascendentes legais, dois testemunhas maiores de 21 anos devem comparecer para confirmar a identidade dos pais. Se forem casados, também podem registrar o nascimento por meio do serviço prestado pelas instituições hospitalares que o ofereçam.

### Atualização primer DNI
Quando a criança atinge a idade escolar, ou seja, a partir dos 5 anos até completar 8 anos, deve ser realizada a primeira atualização do DNI de recém-nascido.
Essa atualização envolve adicionar a foto, a impressão do polegar direito e a assinatura da criança. Para realizar essa atualização, a criança deve ser acompanhada por seu(s) ascendente(s) legal(is) ao Registro Civil mais próximo de sua residência (também pode ser solicitado diretamente nas sedes do RENAPER). É importante observar que o DNI deve estar em perfeitas condições de uso; caso contrário, um novo deverá ser solicitado e, posteriormente, a atualização correspondente poderá ser feita.
A criança deve apresentar a Certidão de Nascimento (original e cópia) atualizada com menos de 6 meses de emissão e duas fotos atualizadas (com as características mencionadas anteriormente).

### DNI Ejemplar A
O DNI Original é o documento que, teoricamente, acompanha a pessoa pelo resto de sua vida. No entanto, em casos de roubo, perda, destruição ou se estiver em mau estado, um novo exemplar deverá ser solicitado. O termo "original" refere-se ao fato de ser o primeiro documento definitivo expedido à pessoa.
Quando o menor completa 14 anos, ele deve comparecer à sede mais próxima do Registro Civil (ou Registro Nacional de Pessoas), sem a necessidade de seus ascendentes legais, para solicitar seu DNI definitivo. Essa atualização gera um novo exemplar que se tornará o "Documento de Identidade" da pessoa. Além disso, os dados do solicitante são comunicados à Câmara Nacional Eleitoral para inclusão no Registro Eleitoral. Quando o novo documento é recebido ou quando a data de validade indicada no documento "menor de 14 anos" (ou 16 anos, após a reforma da Lei Eleitoral) expira, o documento anterior perde sua validade. Anteriormente, o documento anterior era destruído, mas agora o titular pode manter seu antigo DNI.
No momento de fazer o trâmite, é emitido um certificado de "Documento em Processo" com os dados pessoais, que é entregue ao correio assim que o DNI é recebido em casa. Caso não seja recebido, o certificado pode ser retirado no escritório onde o trâmite foi iniciado ou no próprio correio.
No caso de cidadãos que possuem Libreta de Enrolamento (homens) ou Libreta Cívica (mulheres), ao realizar a troca, recebem um DNI Original que mantém o mesmo número de suas respectivas libretas. As Libretas de Enrolamento eram emitidas para homens durante o serviço militar obrigatório, e as Libretas Cívicas eram emitidas para mulheres ao atingirem a maioridade.
É importante destacar que aqueles que possuem LE ou LC ou DNI no formato de caderneta têm a obrigação de trocá-los por um DNI até 31 de dezembro de 2014 (essa disposição foi prorrogada até julho de 2015, e para pessoas com mais de 75 anos, os documentos anteriores ainda permanecerão válidos).
No caso de cidadãos que possuem LE ou LC, ao fazer a troca (canje), recebem um DNI Original que mantém o mesmo número de suas respectivas libretas. Para realizar o canje da LE ou LC por um DNI, é necessário apresentar a libreta em um dos escritórios diretos do RENAPER ou em um local habilitado do Registro Civil.

### DNI ejemplar Be cópias subsequentes
Se o Documento de Identidade Original for objeto de roubo, furto, perda, destruição ou deterioração, um novo exemplar deverá ser solicitado. Para isso, a pessoa deve se dirigir ao Registro Civil mais próximo de sua residência (ou sedes do RENAPER), sem a necessidade de apresentar qualquer requisito.

### DNI para estrangeiros
Se denomina "DNI de Extranjero" al documento de identidade concedido a estrangeiros que tenham residência permanente no país. Seu tamanho é idêntico, mas a cor da capa varia, sendo bordô e com a inscrição "Extranjero". Além disso, a ordem e a configuração das páginas eram diferentes no passado.
Atualmente, devido à eliminação do formato de caderneta, os DNIs de estrangeiros são muito semelhantes aos dos cidadãos argentinos. No entanto, eles contêm informações sobre a estadia da pessoa no país, uma legenda em letras vermelhas que diz "extranjero" e o número começa com o dígito 9. No entanto, isso mudará com uma disposição do RENAPER, que tornará os DNIs de argentinos e estrangeiros praticamente idênticos.
Os tipos de DNIs para estrangeiros são os mesmos que para os nacionais, ou seja, para menores de 14 anos, maiores de 14 anos, exemplar "A", exemplar "B" e outros exemplares.

## Gerações de DNI
As primeiras gerações de DNI argentino emitidas diferiam bastante dos atuais. Primeiramente, a disposição dos dados na primeira e segunda faces não era perpendicular à abertura, como é atualmente, e não possuíam o selo de proteção na primeira face, ou seja, aquela que contém a foto. As medidas de segurança do documento eram limitadas aos selos oficiais que continha. As páginas não tinham marcas d'água nem filamentos fosforescentes, que são características comuns em notas de segurança.
À medida que as gerações posteriores foram sendo emitidas, gradualmente foram adicionados mais elementos de segurança ao DNI.
As denominações dos antigos exemplares de DNIeram as seguintes:
- DNI Original (Exemplar A)
- DNI Duplicado (Exemplar B)
- DNI Triplicado (Exemplar C)
- DNI Quádruplo (Exemplar D)
- DNI Quintuplicado (Exemplar E)

## Galeria

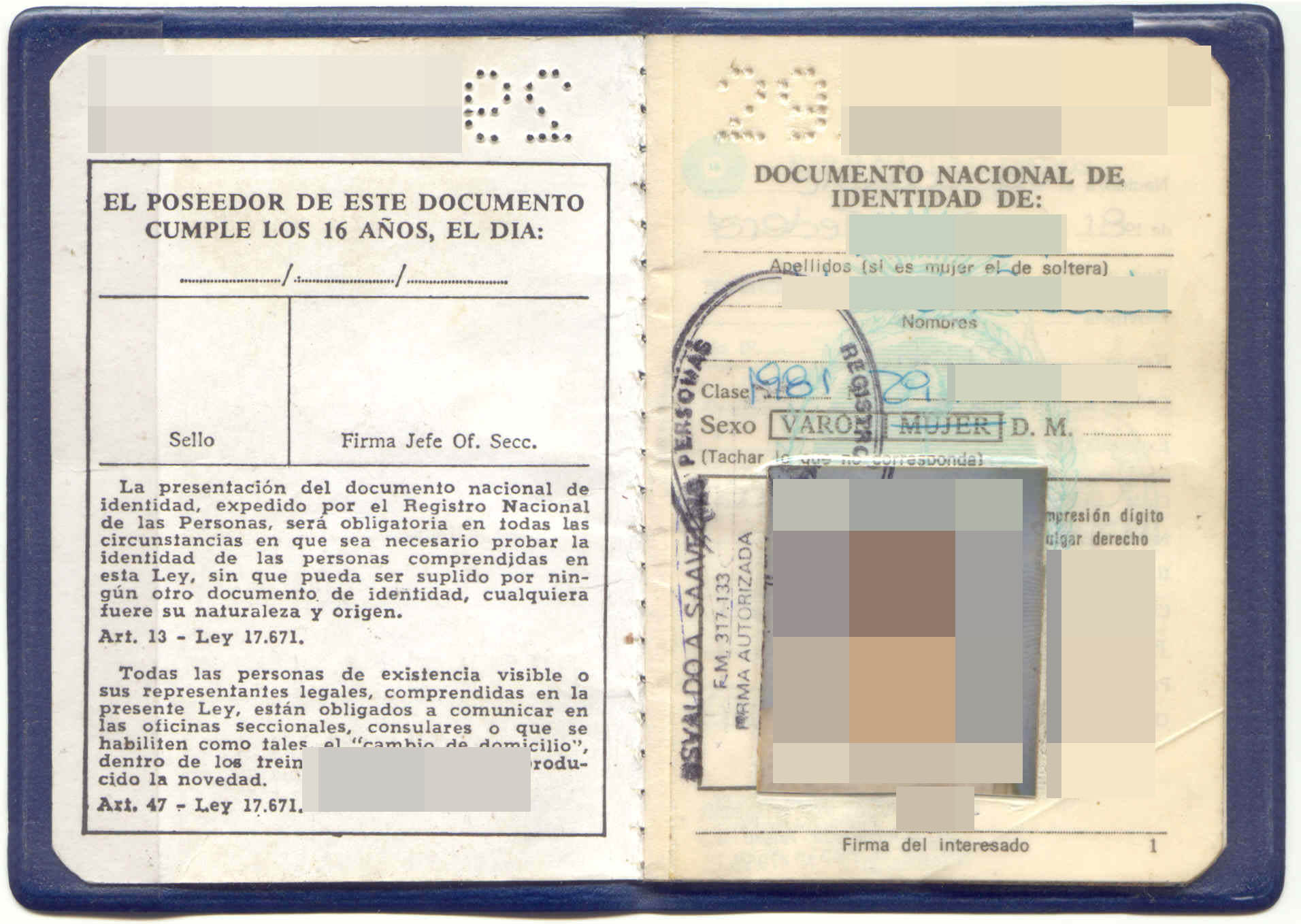
Fotografia 1ª Folha (antigo caderno tipo DNI argentino).
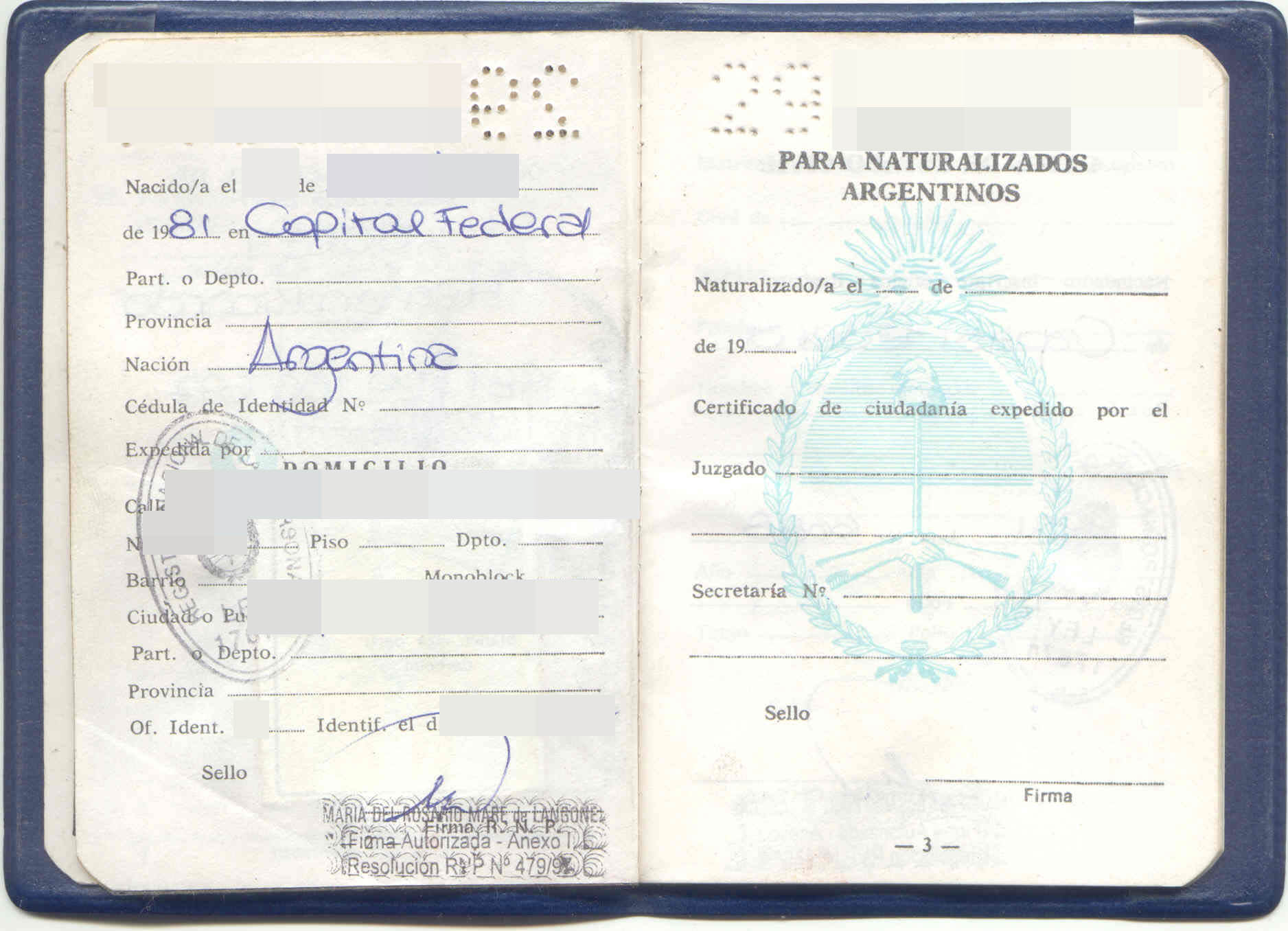
Fotografia 2ª e 3ª Folha (antigo caderno tipo DNI argentino).
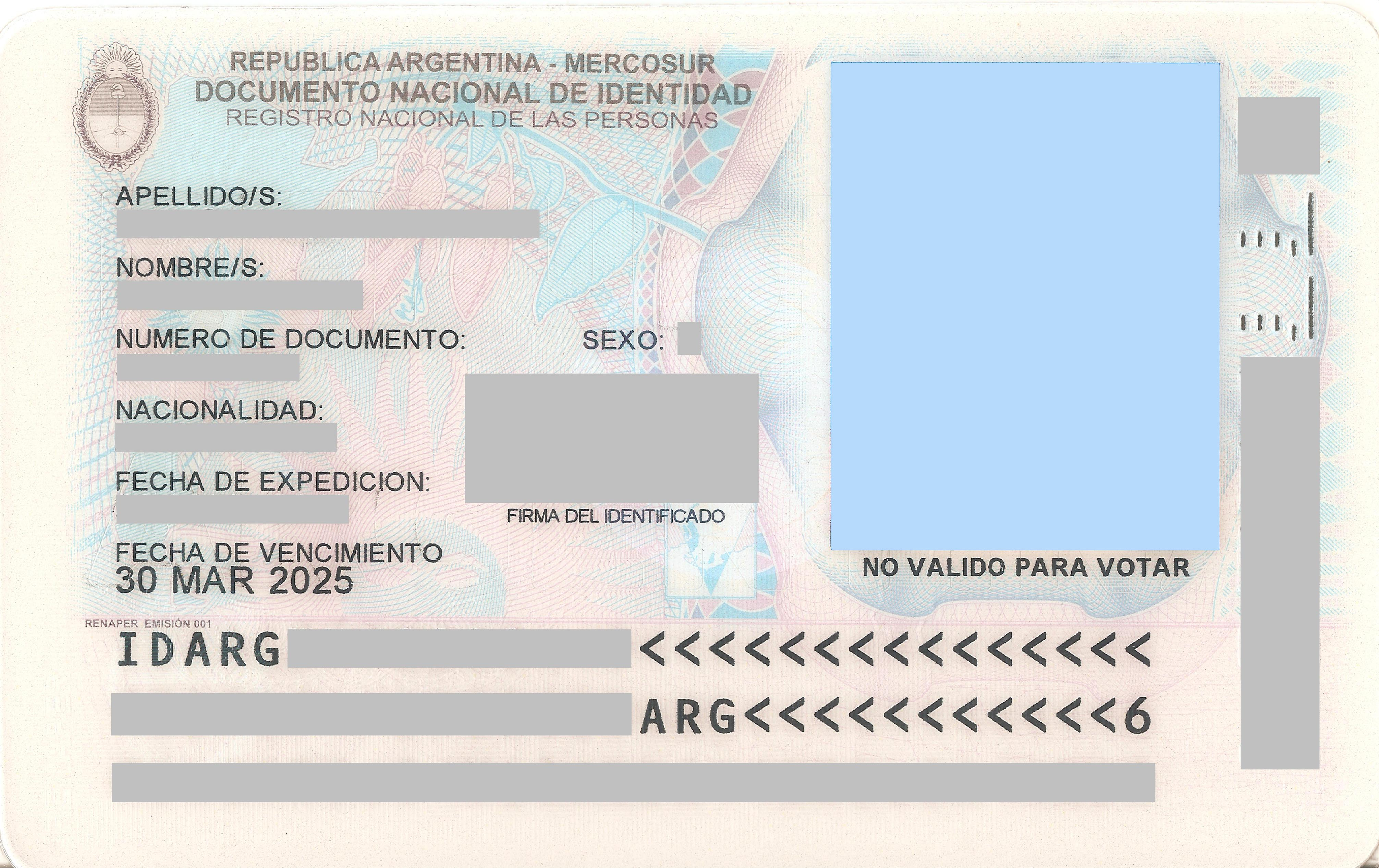
Capa do formato de cartão DNI, design antigo (2009-2012). Esse cartão foi acompanhado pela caderneta do DNI extinta em 2012.
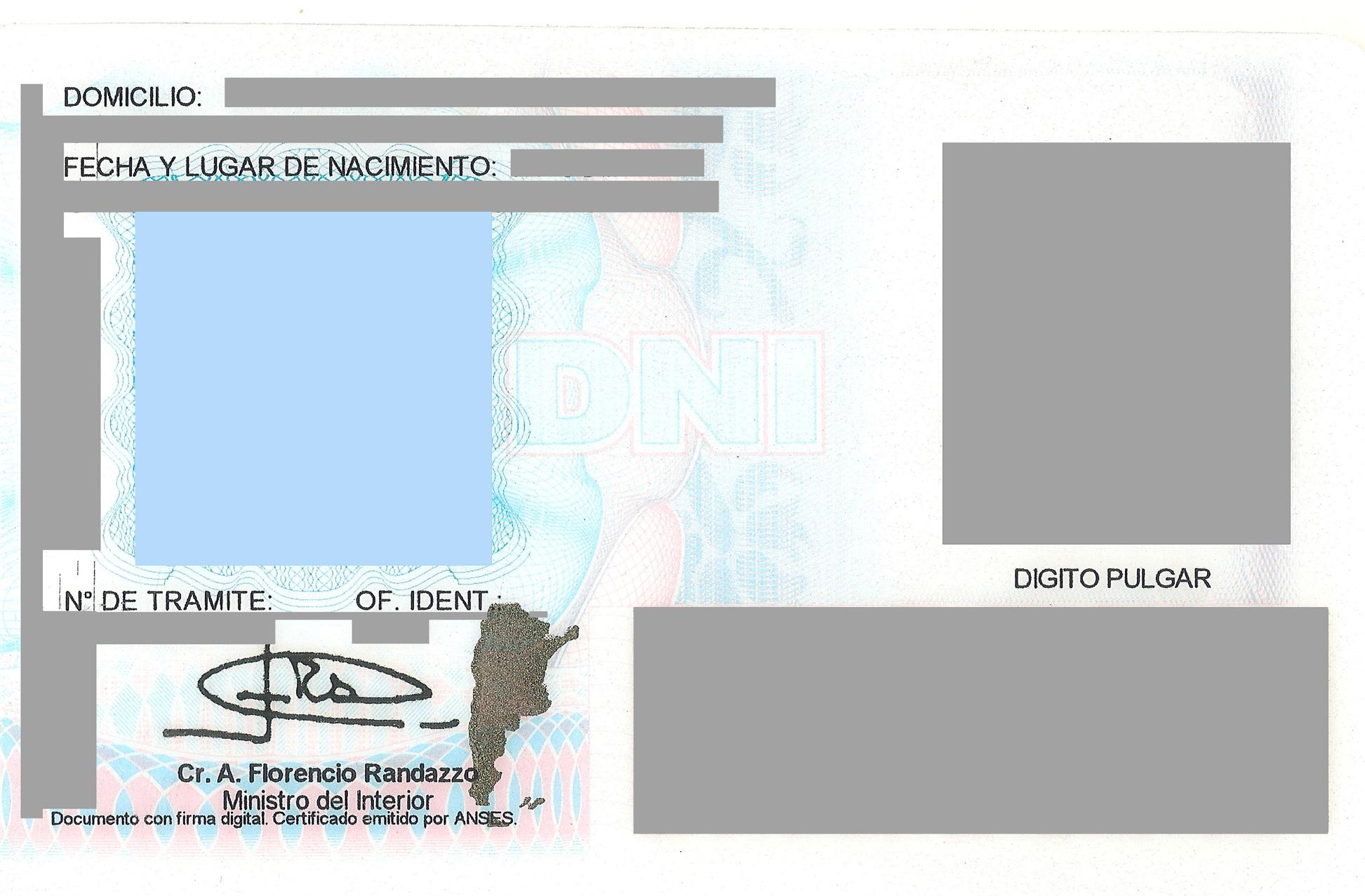
Reverso da primeira geração do cartão DNI, (2009-2012).
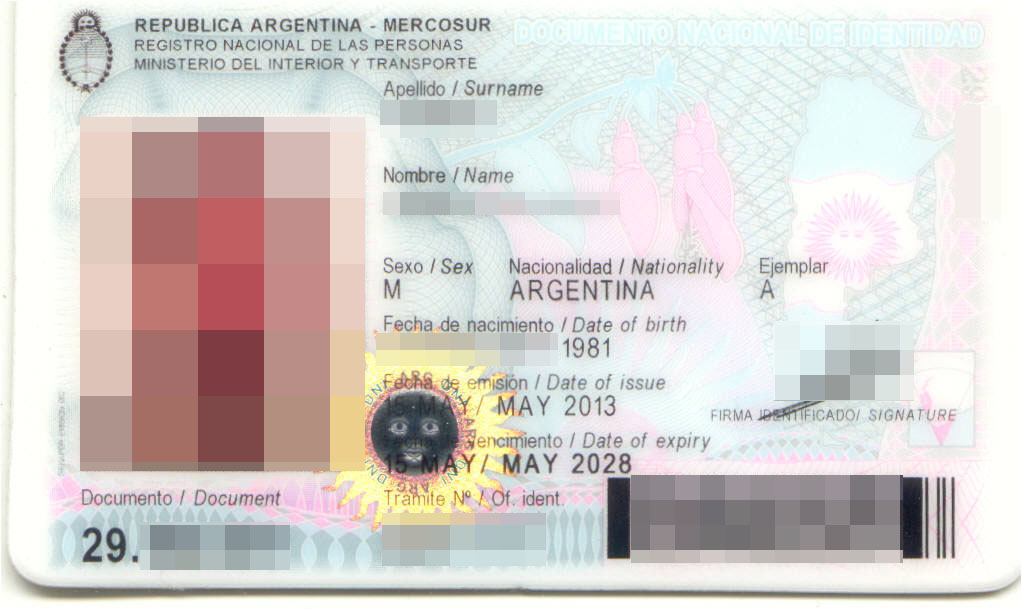
Capa da segunda geração do formato de cartão DNI (2012-2020).
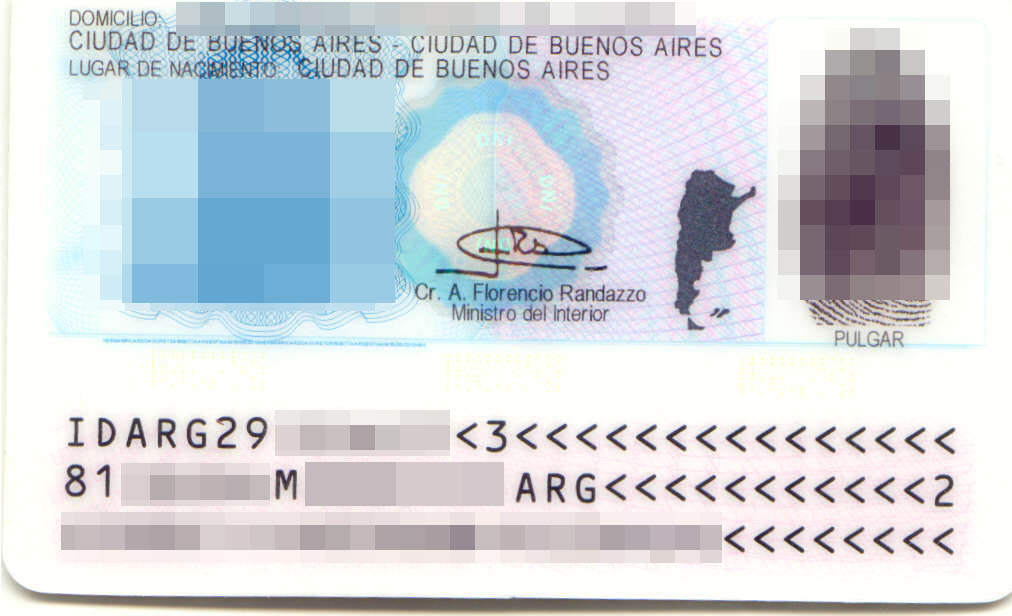
Reverso da segunda geração do formato de cartão DNI (2012-2020).
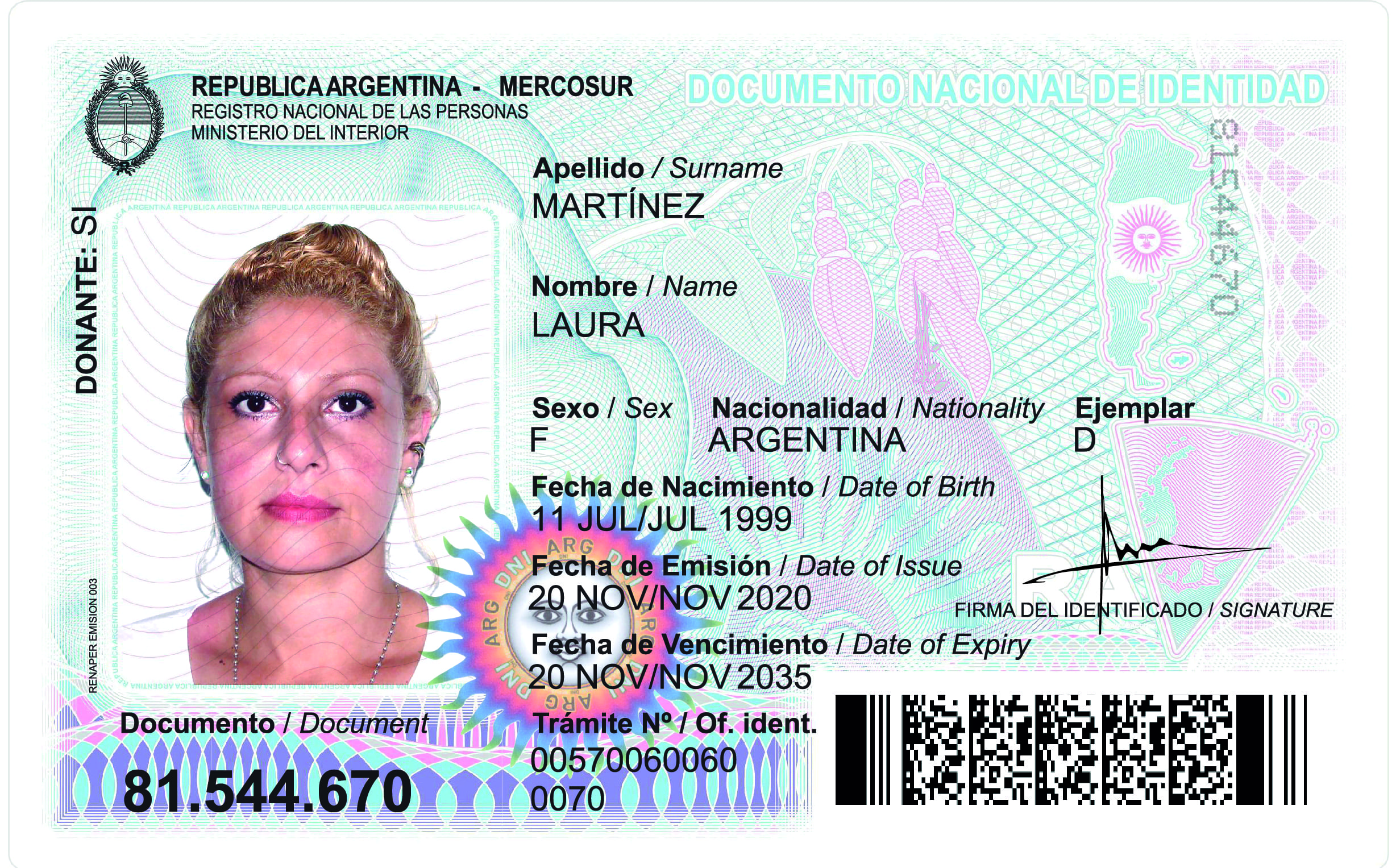
Frente atual do DNI argentino
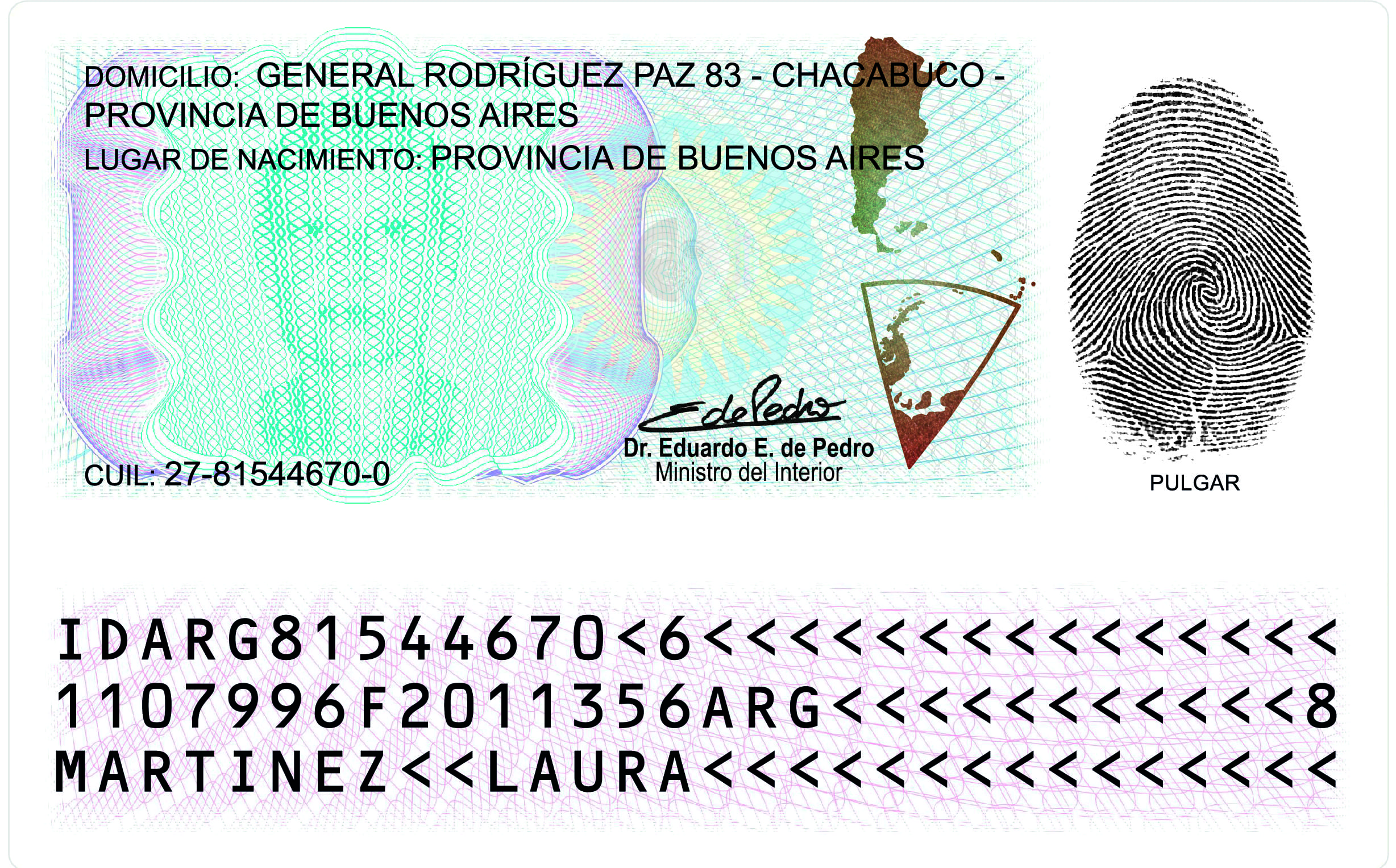
Reverso atual do DNI argentino
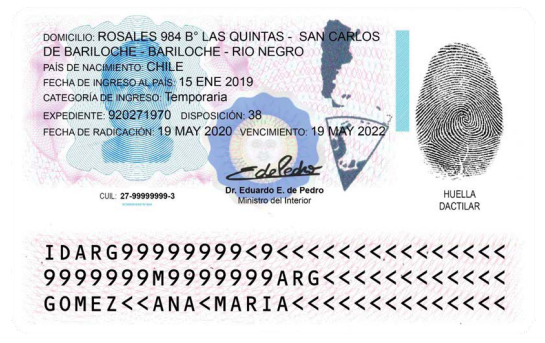
Espécime de DNI argentino para cidadão estrangeiro (reverso)
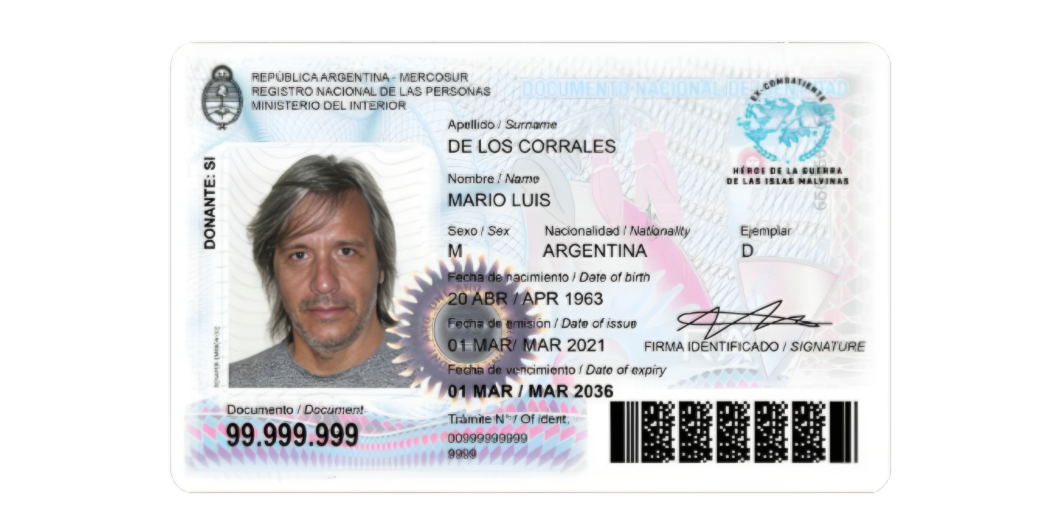
DNI argentino para ex-combatentes das Ilhas Malvinas/Ilhas Falklands, com selo distintivo (emitido desde 2023)